# Blas Elias
Blas Elias Gomez (Kennedy, 18 agosto 1967) è un batterista statunitense, conosciuto principalmente come membro della rock band Slaughter.
Svolge inoltre il ruolo di batterista negli spettacoli di Las Vegas del Blue Man Group.
Nel 2001 ha partecipato come attore al film Rock Star, interpretando il ruolo di Donny Johnson, batterista della prima band di Mark Wahlberg denominata Blood Pollution. Il film vedeva la comparsa di molti altri musicisti come Zakk Wylde, Jason Bonham, Myles Kennedy, Jeff Pilson, Brian Vander Ark e Nick Catanese.